# Комптон, Чарльз, 7-й граф Нортгемптон
Чарльз Комптон (англ. Charles Compton; 22 июля 1737 — 18 октября 1763) — британский аристократ, 7-й граф Нортгемптон с 1758 года. Родился в семье Чарльза Комптона, младшего сына Джорджа Комптона, 4-го графа Нортгемптона, и Мэри Люси. Учился в Вестминстерской школе и Оксфордском университете. После смерти бездетного дяди Джорджа Комптона унаследовал семейные владения и графский титул. В 1759 году получил в Оксфорде степень доктора гражданского права. В 1761 году был назначен послом в Венецианской республике, умер спустя два года.
Комптон был женат на Энн Сомерсет, дочери Чарльза Сомерсета, 4-го герцога Бофорта, и Элизабет Беркли. Этот брак остался бездетным, так что 8-м графом Нортгемптоном стал младший брат Чарльза Спенсер.